# Разъезд 64 км
Разъе́зд 64-й киломе́тр — станция на новгородском направлении Санкт-Петербургского отделения Октябрьской железной дороги. Располагается в Трубичинском сельском поселении Новгородского района Новгородской области, в 1 км западнее автодороги М10 и деревни Трубичино.
Имеет одну высокую платформу, рассчитанную только на один вагон электропоезда. Вход и выход пассажиров осуществляется из первого вагона.
В 2011-2013 годах была проведена реконструкция при участии компании Акрон, к заводу которой от станции проходят подъездные пути.

## Пригородное сообщение
Через станцию с остановкой по ней проходит одна пара электропоезда 6925/6926 сообщением Санкт-Петербург — Новгород-на Волхове — Обухово.

### Расписание электропоездов
- Расписание электропоездов на сайте СЗППК
- Расписание пригородных поездов. Яндекс.Расписания.
- Расписание пригородных поездов на tutu.ru